# Luis Frías
Luis Frías (Santiago del Estero, 17 de junio de 1823 - 20 de agosto de 1880) fue un funcionario público y político argentino, que ejerció como gobernador de la provincia de Santiago del Estero entre 1871 y 1873.

## Biografía
Comerciante y amigo personal de Manuel Taboada, ejerció algunos cargos públicos de segunda línea durante la década de 1850. Hacia fines de la misma década fue elegido diputado provincial, y participó en las revueltas que llevaron a la deposición del gobernador Pedro Ramón Alcorta.
Fue diputado nacional en 1862, ejerciendo el cargo hasta 1868; volvió a ser diputado provincial, y luego nuevamente diputado nacional.
En marzo de 1871, el exgobernador y caudillo unitario Manuel Taboada decidió librarse de Alejandro Segundo Montes, un gobernador que se negaba a estar sometido a su autoridad; una revolución orquestada por el general Antonino Taboada lo derrocó, y la legislatura se limitó a dar su período por terminado, nombrando en su lugar a Luis Frías. Montes llamó en su auxilio a un regimiento del ejército nacional, bajo el mando de un oficial de apellido Urquiza, pero éste fue derrotado en combate en el mes de julio.
La principal preocupación del gobernador Frías fue extender la educación pública, para lo cual creó la Junta Central de Educación. También fundó la biblioteca y creó un mercado público en la capital.
Tras su paso por el gobierno entregó el mando al nuevo jefe político del clan Taboada, Absalón Ibarra. Fue elegido senador nacional, cargo que ocupó hasta mucho después de la caída de Ibarra y Taboada, ocurrida en 1875.
Murió en Santiago del Estero en agosto de 1880.